# Águila o rock
Águila o rock fue una serie televisiva de México dirigida por Juan Carlos Colín, Luis Estrada, Miguel Mora, Emmanuel Lubezki y Alberto Cortés transmitida en 1989, que abordó el rock mexicano. Fue una coproducción del Canal Once y el CONACULTA, y consistió en 18 capítulos de 27 minutos.
La serie consistía en entrevistas e imágenes de presentaciones de bandas de rock mexicano que por entonces eran los más relevantes o emergentes en la escena. Fue conducida por Rita Guerrero y en sus diferentes capítulos presentó a Caifanes, Cecilia Toussaint, Neón, Jaime López, Real de Catorce, Tex-tex, Fobia, Sangre Asteka, Maldita Vecindad y los Hijos del Quinto Patio, El Tri, Ninot, entre otros. 
Se planeó emitirla en VHS pero dicho proyecto nunca se realizó.